# Hampea appendiculata
Hampea appendiculata är en malvaväxtart som först beskrevs av Donn. Smith, och fick sitt nu gällande namn av Standley. Hampea appendiculata ingår i släktet Hampea och familjen malvaväxter. Utöver nominatformen finns också underarten H. a. longicalyx.